# Političko zatočeništvo u Jugoslaviji
Političko zatočeništvo u Jugoslaviji naziv je za politički motivirana uhićenja u bivšoj totalitaristickoj državi. 

## KPD Lepoglava
Dr. Augustin Franić u svojoj knjizi "KPD LEPOGLAVA mučilište i gubilište hrvatskih političkih osuđenika" ustanovio je da je u vrijeme komunističke SFR Jugoslavija u kaznionici KPD Lepoglava trpjelo 12.000 političkih zatvorenika. 370 osoba nije preživjelo. Knjiga pisana na temeljima podataka iz arhiva kaznionice Lepoglava.

## Goli otok
U jugoslavenskom otočnom logoru Goli otok na prisilni rad dovedeno je između 16.000 do 32.000 ljudi. Između 400 do 4.000 ljudi nije preživjelo taj zatvor.
Mučitelji su ostali nekažnjeni. Nakon osamostaljenja Hrvatske nije došlo do rehabilitacije političkih zatvorenika. 
Zloglasni zatvori su bili Glavnjača u Beogradu, te zatvori u Srijemskoj Mitrovici i Požarevcu.

## Vanjske poveznice
- Dragovoljac.com, Goli otok, Jadranski Alcatraz  Arhivirana inačica izvorne stranice od 5. ožujka 2016. (Wayback Machine)
- Deutsche Welle:Gola istina o Golom otoku